# Comuna Bairak, Lîpova Dolîna
Bairak (în ucraineană Байрак) este o comună în raionul Lîpova Dolîna, regiunea Sumî, Ucraina, formată din satele Bairak (reședința), Dovha Luka și Lîpivske.

## Demografie
Componența lingvistică a comunei Bairak
     Ucraineană (98,29%)
     Rusă (1,61%)
Conform recensământului din 2001, majoritatea populației comunei Bairak era vorbitoare de ucraineană (98,29%), existând în minoritate și vorbitori de rusă (1,61%).